# Arkunir
Arkunir, de son vrai nom Florian Gripon, né le 25 août 2002, est un utilisateur de X, streameur et phénomène Internet français. Il atteint une certaine notoriété en novembre 2022 en réalisant un ratio sur Elon Musk.

## Biographie
Arkunir est principalement connu sur la plateforme X (nouveau nom de la plateforme Twitter) pour diverses interactions avec d'autres comptes populaires.

### Interactions avec Emmanuel Macron et ratio
Le 17 juillet 2021, il propose d'effectuer une vidéo lors de laquelle il parcourt la terre sur Google Maps s'il obtient une réponse du président de la république française Emmanuel Macron,. Le 20 juillet 2021, il obtient la réponse du président : « Banco ». Plus tard, en juillet 2021, il réalise un ratio sur ce tweet, en répondant : « Merci monsieur le président! Mais ratio maintenant ». Il récolte 77 000 likes contre 38 000 likes pour Emmanuel Macron.
Le stream débute le 24 septembre 2021. Celui-ci dure 126 heures, Arkunir récolte 47 500 euros pour l'association 30 millions d'amis et parcourt 24 000 km.
Il est par la suite félicité par le président via message privé : « Cultivez cette audace utile que vous portez en vous. Elle est précieuse. »

### Seul abonnement de Twitter
En janvier 2022, le compte Twitter d'Arkunir est le seul compte de la plateforme suivi par le compte officiel de Twitter.

### Ratio sur Elon Musk
Le 7 novembre 2022, il ratio un tweet d'Elon Musk, alors récent PDG de Twitter. Dans le tweet, Elon Musk écrit : « Comment appelez-vous quelqu’un qui est un maître de la provocation ? ». Arkunir répond : « Je ne sais pas, mais appelez cela ratio ». Quelques heures plus tard, Elon Musk supprime son tweet après qu'il a obtenu 82 400 likes contre 83 400 likes pour celui d'Arkunir.
Le lendemain, il réalise un nouveau ratio avec ce tweet : « Où vas-tu ? Reprends un ratio et ne supprime pas cette fois » en réponse au tweet d'Elon Musk « Twitter est le pire, mais aussi le meilleur ». Son tweet obtient plus de 600 000 likes et plus de 70 000 retweets contre 491 000 likes et 42 000 retweets pour celui d'Elon Musk. À la suite de cela, des comptes Twitter français de marques (comme la Tour Eiffel, Prime Video ou Domino's Pizza) félicitent son exploit.

### Arkunir Burger
En juin 2022, il lance le défi à Burger King de lui permettre de vendre son propre burger. Il obtient une réponse du community manager du compte Burger King France lui demandant 100 000 retweets sur son tweet. Le 13 septembre 2022, Burger King lance le Arkunir Burger,. La commercialisation s'arrête le 26 septembre 2022.

### Proposition de rachat du club d'Angers SCO
Le 12 mars 2023, il propose à ses abonnés de devenir actionnaires du club de football d'Angers afin de racheter ce club.

### Ratiosur MrBeast
En juillet 2023, MrBeast, un vidéaste web américain, annonce que le compte Twitter qui obtiendra le plus de likes sous son tweet en 48 heures percevra l'intégralité de ses revenus Twitter pour le mois d'août 2023. En répondant avec un simple point, « . », Arkunir parvient à obtenir le plus de likes.
Dans un tweet séparé, il annonce donner tout ce qu'il gagnera à l'association de protection animale 30 millions d'amis,. Le montant versé s'élève à 23 192 €.

### Record de Don du Sang européen
Le streamer a continué ses actions solidaires en menant à bien le record européen du Don du Sang, du 28 novembre au 1er décembre 2024 à Paris. En partenariat avec l'Établissement Français du Sang (EFS) et le streamer Farès Bichard, ils ont dépassé les 4 000 Dons (4 034 précisément) en quatre jours de collecte, battant le précédent record établi à Toulouse en 2017 (3 900 Dons). Cela a permis à un jeune public de réaliser cette action, souvent pour la première fois, dans un contexte de stocks très bas pour l'EFS. L'initiative semble avoir porté des fruits plus largement, faisant augmenter les taux d'inscription dans d'autres collectes en France par rapport aux mois précédents.

## Discographie

### Single
- Arkunir avec TK - En TT[25]